# キース・ミラー (クリケット選手)
キース・ロス・ミラー（英: Keith Ross Miller AM MBE、1919年11月28日 - 2004年10月11日）は、オーストラリア・ビクトリア州出身のクリケット選手。元オーストラリア代表。ポジションはオールラウンダー。